# Рудник Койташ
Рудник Койташ – колишній гірничодобувний майданчик в центральній частині Узбекистану, на оберненому на південь схилі хребта Нуратау.
Вольфрамове родовище Койташ відкрили в 1936 році. В 1941-му узялись за його введення в експлуатацію з метою задоволення потреб воєнної промисловості, втім, також є відомості, що станом на 1944-й рудник все ще перебував на етапі запуску.
Розробка велась підземним способом, при цьому рел’єф дозволяв розкривати поклади за допомогою штолень. Видобута руда проходила подальшу підготовку на розташованій тут же збагачувальній фабриці, при цьому в якийсь момент вольфрамовий концентрат почали відправляти на розташований в Чирчику металургійний завод Узбецького комбінату тугоплавких та жаростійких металів (запуск відбувся в другій половині 1950-х, проте гідрометалургійні потужності з розкриття концентрату ввели в дію лише у 1962-му).
Рудні тіла Койташського рудного поля занурюються у західному напрямку на глибину 400 – 500 метрів, а за півтора десятки кілометрів знову наближуються до поверхні в зоні, відомій як родовище Угат (або ділянка Угат родовища Койташ). В якийсь момент рудник Койташ також розпочав відпрацювання запасів Угат, при цьому роботи велись на глибинах до трьох сотень метрів. Ділянка Койташ-Угат (заглиблена частина рудного поля) активно дорозвідувалась, зокрема, відомо про існування тут шахти «Разведочная».
В другій половині 1980-х на Койташському та розташованому далі на захід Інгичкінському рудниках діяла велика старательська артіль (кількість працівників понад тисяча осіб).
В 1994-му через нерентабельність роботи рудник закрили зі списанням балансових запасів ряду ділянок загальним обсягом 880 тисяч тонн руди. Є відомості, що після цього шахтні виробітки затопило.
В державному реєстрі продовжують рахуватись ресурси ділянки Койташ-Угат в обсягах 3,1 млн тонн руди із вмістом 10,6 тисяч тонн триоксиду вольфраму.